# Pandemic Emergency Financing Facility
La Pandemic Emergency Financing Facility, ou en français le mécanisme de financement d'urgence en cas de pandémie (aussi connu sous le nom de Pandemic Bond) est un mécanisme de financement destiné à aider notamment les États des pays sous-développés lors d'une pandémie. Ce programme est géré par la Banque mondiale, qui l'a créé en 2016. Il est le pendant sanitaire du Fonds central d'intervention d'urgence.

## Histoire
La fréquence et la diversité de maladies contagieuses ayant augmenté à partir des années 1970, troublant l'ordre social et économique, la Banque mondiale a décidé de mettre en place un mécanisme de soutien aux États confrontés à une pandémie. Ce programme de la Banque mondiale est issu de l'observation de ce que la communauté internationale avait mis trois mois pour fournir des ressources financières importantes aux pays touchés par Ebola en 2014.
La Banque mondiale commande une étude interne qui estime que si un programme de versement d'aide automatique avait été en place à la mi-2014, l'aide aurait pu être débloquée dès le déclenchement de l'épidémie et non pas trois mois plus tard, quand le nombre de cas avait déjà été multiplié par dix.

## Contenu
Le PEF est élaboré conjointement par la BM et l'Organisation mondiale de la santé afin de fournir un financement d'urgence aux pays les plus pauvres, couvrant environ 1,6 milliard de personnes. Le programme est divisé en deux pôles, appelés « guichets » : le guichet assurance et le guichet liquidité. Chaque guichet correspond à des maladies disposant de critères différents. 
Le guichet assurance, doté de 425 millions de dollars, couvre les maladies les plus fréquentes (grippe pandémique, syndrome respiratoire aigu sévère, Ebola, fièvre hémorragique de Crimée-Congo, ...). Le guichet liquidité, doté de 50 millions de dollars, fournit des ressources en cas de pandémie de maladies autres. Le guichet assurance voit son enveloppe être décaissée lorsque la situation sanitaire dans un pays atteint un certain seuil défini par un calcul paramétrique. Le guichet liquidité, lui, est décaissé de manière plus flexible, pour traiter un plus large ensemble d'agents pathogènes qui ne peuvent pas répondre aux critères d'activation du guichet assurance. Ce dernier est ouvert en 2018.
Les ressources du PEF sont accessibles, outre les États, à des organisations non gouvernementales répondant à certains critères. Elles doivent intervenir dans le domaine humanitaire-sanitaire dans les pays touchés.
Les sommes qui sont avancées par la Banque mondiale sont obtenues grâce à la crédibilité de cette organisation sur les marchés de capitaux. Le président de la Banque mondiale au moment où les obligations qui financent le programme ont été émises, Jim Yong Kim, décrit le programme comme « mettant à profit notre expertise des marchés des capitaux pour servir les plus pauvres du monde ».
La Banque mondiale a levé la majorité des fonds en émettant 320 millions de dollars d'obligations et 105 millions de dollars de swaps à des investisseurs privés, ce qui peut être considéré comme un type d'obligation catastrophe.
Un financement supplémentaire a été fourni par environ 190 millions de dollars de dons de trois pays et de l'Association internationale de développement de la Banque mondiale.

## Analyse

### Réussites
En 2019, plus de 60 millions d'euros avaient été dépensés pour combattre Ebola.

### Critiques
Plusieurs économistes remarquent que le programme ne sera véritablement efficace que s'il fait partie d'une réponse plus large des Etats touchés, comme le soutien aux ménages sur le terrain et des investissements planifiés.